# Waleri Pawlowitsch Babanow
Waleri Pawlowitsch Babanow (auch Valery Babanov; russisch Валерий Павлович Бабанов; * 10. November 1964 in Omsk, Russische SFSR, Sowjetunion) ist ein russischer Bergsteiger, der insbesondere für das Besteigen von Gipfeln oberhalb der 7000-m-Grenze sowie durch seine Klettertouren mit besonders hohen Schwierigkeitsgraden bekannt ist.

## Leben
Mit dem Klettern begann er 1980. Zu seinen Erfolgen zählen auch mehrere Erstbesteigungen und Geschwindigkeitsrekorde. Er ist verheiratet und lebt im französischen Chamonix-Mont-Blanc. Er wurde unter anderem zweimal mit dem Piolet d’Or ausgezeichnet, zuletzt gemeinsam mit seinem Landsmann Juri Koschelenko für die Besteigung des Nuptse Shar I.